# Догмарівка (Генічеська міська громада)
Догма́рівка (в минулому — Дагмарова) — село в Україні, у Генічеській міській громаді Генічеського району Херсонської області. Населення становить 1071 осіб.

## Історія
Станом на 1886 рік у селі Дагмарова Ново-Троїцької волості Дніпровського повіту Таврійської губернії мешкало 524 особи, налічувалось 82 двори, існувала лавка.
12 червня 2020 року, відповідно до Розпорядження Кабінету Міністрів України № 726-р «Про визначення адміністративних центрів та затвердження територій територіальних громад Херсонської області», увійшло до складу Генічеської міської громади.
17 липня 2020 року, в результаті адміністративно-територіальної реформи та ліквідації  колишнього Генічеського району увійшло до складу новоутвореного Генічеського району.
24 лютого 2022 року село тимчасово окуповане російськими військами під час російсько-української війни.

## Населення

### Мова
Розподіл населення за рідною мовою за даними перепису 2001 року:
| Мова              | Кількість | Відсоток |
| ----------------- | --------- | -------- |
| українська        | 707       | 66.01%   |
| російська         | 185       | 17.27%   |
| румунська         | 7         | 0.65%    |
| німецька          | 5         | 0.47%    |
| білоруська        | 1         | 0.09%    |
| вірменська        | 1         | 0.09%    |
| кримськотатарська | 1         | 0.09%    |
| інші/не вказали   | 164       | 15.33%   |
| Усього            | 1071      | 100%     |

## Релігія
У селі діє мечеть Духовного управління мусульман України. У селі здебільшого проживають турки-месхетинці.

## Постаті
- Дуриба Ярослав Васильович (1973-2015) — старший солдат Збройних сил України, загинув у боях за Станицю-Луганську.